# Балка Березова (притока Ковалівки)
Балка Березова  — балка (річка) в Україні у Чутівському й Краснокутському районах Полтавської й Харківської областей. Ліва притока річки Ковалівки (басейн Дніпра).

## Опис
Довжина балки приблизно 8,89 км, найкоротша відстань між витоком і гирлом — 8,48 км, коефіцієнт звивистості річки — 1,05. Формується декількома струмками та загатами. В переважній більшості балка пересихає.

## Розташування
Бере початок у села Березове. Тече переважно на північний схід через село Березівку і впадає у річку Ковалівку, ліву притоку річки Мерли.

## Цікаві факти
- У XX столітті на балці існували колгоспні двори та декілька газових свердловин[2].